# Giải vô địch bóng đá Nam Mỹ 1949
Giải vô địch bóng đá Nam Mỹ 1949 là giải vô địch bóng đá Nam Mỹ lần thứ 21, diễn ra ở Brasil từ 3 tháng 4 đến 11 tháng 5 năm 1949. Giải đấu có 8 đội tuyển tham gia, đấu vòng tròn tính điểm để chọn ra nhà vô địch. Chủ nhà Brasil giành chức vô địch lần thứ ba sau khi vượt qua Paraguay ở lượt trận đấu cuối.

## Địa điểm
| Rio de Janeiro                 | Rio de Janeiro         | Sao Paulo             | Santos                       | Belo Horizonte       |
| ------------------------------ | ---------------------- | --------------------- | ---------------------------- | -------------------- |
| Sân vận động General Severiano | Sân vận động Tháng Một | Sân vận động Pacaembu | Sân vận động Urbano Caldeira | Sân vận động Độc lập |
| Sức chứa: 30.000               | Sức chứa: 25.000       | Sức chứa: 71.281      | Sức chứa: 16.798             | Sức chứa: 30.000     |
|                                |                        |                       |                              |                      |

## Kết quả
| Đội      | TR | T | H | B | BT | BB | HS  | Đ  |
| -------- | -- | - | - | - | -- | -- | --- | -- |
| Brasil   | 7  | 6 | 0 | 1 | 39 | 7  | +32 | 12 |
| Paraguay | 7  | 6 | 0 | 1 | 21 | 6  | +15 | 12 |
| Perú     | 7  | 5 | 0 | 2 | 20 | 13 | +7  | 10 |
| Bolivia  | 7  | 4 | 0 | 3 | 13 | 24 | −11 | 8  |
| Chile    | 7  | 2 | 1 | 4 | 10 | 14 | −4  | 5  |
| Uruguay  | 7  | 2 | 1 | 4 | 14 | 20 | −6  | 5  |
| Ecuador  | 7  | 1 | 0 | 6 | 7  | 21 | −14 | 2  |
| Colombia | 7  | 0 | 2 | 5 | 4  | 23 | −19 | 2  |

## Trận đấu
| Brasil                                                                                       | 9–1 | Ecuador               |
| -------------------------------------------------------------------------------------------- | --- | --------------------- |
| Tesourinha 3', 42' · Octavio 10' · Jair 13', 35' · Simão 16', 25' · Zizinho 67' · Ademir 88' |     | Sigifredo Cuchuca 18' |

| Bolivia                                | 3–2 | Chile                     |
| -------------------------------------- | --- | ------------------------- |
| Ugarte 59' · Godoy 77' · Gutiérrez 79' |     | Riera 30' · Salamanca 71' |

| Paraguay                            | 3–0 | Colombia |
| ----------------------------------- | --- | -------- |
| López Fretes 21', 72' · Benítez 35' |     |          |

| Perú                                        | 4–0 | Colombia |
| ------------------------------------------- | --- | -------- |
| Pedraza 22', 90' · Drago 47' · Castillo 85' |     |          |

| Paraguay    | 1–0 | Ecuador |
| ----------- | --- | ------- |
| Barrios 89' |     |         |

| Brasil                                                                                  | 10–1 | Bolivia    |
| --------------------------------------------------------------------------------------- | ---- | ---------- |
| Nininho 16', 39', 86' · Jair 17' · Zizinho 25', 80' · Cláudio 49', 84' · Simão 71', 79' |      | Ugarte 75' |

| Brasil                            | 2–1 | Chile                          |
| --------------------------------- | --- | ------------------------------ |
| Zizinho 20' · Cláudio 49' (ph.đ.) |     | López 89' (ph.đ.) · Flores 40' |

| Uruguay                      | 3–2 | Ecuador                 |
| ---------------------------- | --- | ----------------------- |
| Castro 15', 85' · Moreno 30' |     | Artega 35' · Vargas 40' |

| Paraguay                                          | 3–1 | Perú      |
| ------------------------------------------------- | --- | --------- |
| Barrios 38' (ph.đ.) · Arce 56' · López Fretes 67' |     | Drago 89' |

| Brasil                                                                  | 5–0 | Colombia |
| ----------------------------------------------------------------------- | --- | -------- |
| Tesourinha 20' · Canhotinho 24' (ph.đ.) · Orlando 44' · Ademir 47', 87' |     |          |

| Chile    | 1–0 | Ecuador |
| -------- | --- | ------- |
| Rojas 4' |     |         |

| Bolivia                                            | 3–2 | Uruguay                   |
| -------------------------------------------------- | --- | ------------------------- |
| Ugarte 47' (ph.đ.) · Algañaraz 57' · Gutiérrez 66' |     | Moll 49' · Betancourt 70' |

| Perú                                                         | 4–0 | Ecuador |
| ------------------------------------------------------------ | --- | ------- |
| Salinas 26' · Bermeo 36' (l.n.) · Castillo 50' · Pedraza 85' |     |         |

| Chile    | 1–1 | Colombia    |
| -------- | --- | ----------- |
| López 8' |     | Berdugo 56' |

| Uruguay         | 2–1 | Paraguay         |
| --------------- | --- | ---------------- |
| García 22', 69' |     | Arce 65' (ph.đ.) |

| Brasil                                                                                             | 7–1 | Perú                                  |
| -------------------------------------------------------------------------------------------------- | --- | ------------------------------------- |
| Arce 11' (l.n.) · Augusto 15' · Jair 17', 20' · Simão 54' · Ademir 82' · Orlando 88' · Zizinho 40' |     | Salinas 44' · Calderón 40' · González |

| Bolivia                                | 2–0 | Ecuador |
| -------------------------------------- | --- | ------- |
| Sánchez 6' (l.n.) · Ugarte 14' (ph.đ.) |     |         |

| Uruguay                  | 2–2 | Colombia                       |
| ------------------------ | --- | ------------------------------ |
| Martínez 57' · Ayala 86' |     | Gastelbondo 27' · A. Pérez 81' |

| Perú                                    | 3–0 | Bolivia |
| --------------------------------------- | --- | ------- |
| R. Drago 31', 74' · Heredia 77' (ph.đ.) |     |         |

| Paraguay                         | 4–2 | Chile                    |
| -------------------------------- | --- | ------------------------ |
| Arce 10', 39', 47' · Benítez 23' |     | Cremaschi 8' · Ramos 72' |

| Paraguay                                                 | 7–0 | Bolivia |
| -------------------------------------------------------- | --- | ------- |
| Benítez 30', 40', 41', ?' · Arce 38', ?' · Fernández 59' |     |         |

| Brasil                                                                          | 5–1 | Uruguay    |
| ------------------------------------------------------------------------------- | --- | ---------- |
| Jair 15', 40' (ph.đ.) · Zizinho 24' · Danilo Alvim 79' · Tesourinha 89' (ph.đ.) |     | Castro 12' |

| Perú                             | 3–0 | Chile |
| -------------------------------- | --- | ----- |
| Mosquera 28', 73' · Castillo 58' |     |       |

| Ecuador                                                     | 4–1 | Colombia     |
| ----------------------------------------------------------- | --- | ------------ |
| E. Cantos 23' · Vargas 44' · G. Andrade 49' · Maldonado 74' |     | N. Pérez 27' |

| Perú                                                 | 4–3 | Uruguay                           |
| ---------------------------------------------------- | --- | --------------------------------- |
| Mosquera 19' · Castillo 43' · Gómez Sánchez 57', 60' |     | Moll 58' · Castro 60' · Ayala 85' |

| Bolivia                                               | 4–0 | Colombia |
| ----------------------------------------------------- | --- | -------- |
| Godoy 10' · B. Gutiérrez 55' · Rojas 77' · Ugarte 81' |     |          |

| Chile                                    | 3–1 | Uruguay   |
| ---------------------------------------- | --- | --------- |
| Infante 75', 83' (ph.đ.) · Cremaschi 88' |     | Ayala 35' |

| Paraguay                 | 2–1 | Brasil         |
| ------------------------ | --- | -------------- |
| Avalos 75' · Benítez 85' |     | Tesourinha 33' |

### Đá lại
| Brasil                                                     | 7–0 | Paraguay |
| ---------------------------------------------------------- | --- | -------- |
| Ademir 17', 27', 48' · Tesourinha 43', 70' · Jair 72', 89' |     |          |

### Vô địch
| Vô địch Cúp bóng đá Nam Mỹ 1949 Brasil Lần thứ ba |

## Danh sách cầu thủ ghi bàn
9 bàn
- Jair

7 bàn
| - Ademir - Tesourinha | - Dionisio Arce - Jorge Duilio Benitez |  |

5 bàn
| - Víctor Ugarte | - Simão | - Zizinho |

4 bàn
| - Félix Castillo | - Ramón Castro |  |

3 bàn
| - Benigno Gutiérrez - Cláudio - Nininho | - César López Fretes - Alfredo Mosquera - Víctor Pedraza | - Roberto Drago - Juan Ayala |

2 bàn
| - Benedicto Godoy - Orlando - Atilio Cremaschi - Raimundo Infante | - Pedro Hugo López - José Vargas - Marcial Barrios - Carlos Gómez Sánchez | - Juan Emilio Salinas - José María García - Dagoberto Moll |

1 bàn
| - Víctor Celestino Algañaraz - Nemesio Rojas - Augusto - Canhotinho - Danilo Alvim - Octavio - Ulises Ramos - Fernando Riera | - Carlos Rojas - Manuel Salamanca - Alfredo Pérez - Fulgencio Berdugo - Luz Gastelbondo - Nelson Pérez - Víctor Artega - Sigifredo Cuchuca - Enrique Cantos - Guido Andrade | - Rafael Maldonado - Enrique Avalos - Pedro Fernández - Cornelio Heredia - Manuel Drago - Ernesto Betancourt - Miguel Martínez - Nelson Moreno |

phản lưới nhà
| - Bermeo (trong trận gặp Peru) | - Carlos Sánchez (trong trận gặp Bolivia) | - Gerardo Arce (trong trận gặp Brasil) |